# Vierkirchen (Saxe)
Pour les articles homonymes, voir Vierkirchen.
Vierkirchen est une ancienne commune de Saxe (Allemagne), située dans l'arrondissement de Görlitz, dans le district de Dresde.
Le 9 juin 2024, les électeurs des deux communes ont voté en faveur de l'unification le 1er janvier 2025 lors de deux référendums avec une majorité claire de plus des deux tiers des suffrages exprimés pour former la nouvelle commune de Waldhufen-Vierkirchen.